# Біксад (Сату-Маре)
Біксад (рум. Bixad) — село у повіті Сату-Маре в Румунії. Адміністративний центр комуни Біксад.
Село розташоване на відстані 440 км на північний захід від Бухареста, 40 км на схід від Сату-Маре, 129 км на північ від Клуж-Напоки.

## Населення
За даними перепису населення 2002 року у селі проживали 2777 осіб. Усі жителі села рідною мовою назвали румунську.
Національний склад населення села:
| Національність | Кількість осіб | Відсоток |
| -------------- | -------------- | -------- |
| румуни         | 2751           | 99,1%    |
| цигани         | 26             | 0,9%     |